# Mykorrhizanätverk
Med mykorrhizanätverk avses vittförgrenade svampmycel som förbinder trädrötter eller andra växtrötter med varandra. En mykorrhizabildning innebär att hyfer, mikroskopiskt tunna underjordiska trådar från en svamp, tränger in i rötterna och underlättar för en växt att ta upp vatten och näringsämnen samtidigt som svampen får organiska föreningar från trädet. Svamp och träd lever alltså i mer eller mindre uttalad symbios med varandra. Hyferna anses kunna bilda stora nätverk, mycel, som kan sträcka sig över hundratals kvadratmeter och omsluta många träd. Forskare menar att träden kommunicerar med varandra via nätverket och skickar näring, vatten och information. Andra forskare är avvaktande eller skeptiska. De anser att det vetenskapliga stödet inte räcker för att dra långtgående slutsatser.

## ”Wood Wide Web”
Den som vill studera mycel i naturen möter stora problem. Hyferna är mycket tunna och de döljs av ogenomskinliga markpartiklar. I markens översta skikt finns dött organiskt material som trådarna väver till en tät matta som är svår att ta isär utan att förstöra hyferna. Flödet av näringsämnen avbryts om hyferna skadas. Forskare väljer därför ofta förenklade system med små plantor som kan studeras i laboratorium. Sådana studier har visat att kolföreningar och kväve kan transporteras mellan växtindivider, troligen via ett gemensamt mykorrhizanätverk.
På 1980-talet gjorde den brittiske botanisten David Read laboratorieförsök med tallplantor. Genom att märka kolföreningar med radioaktiva isotoper kunde han studera hur socker förflyttade sig mellan tallplantorna. Hans hypotes var att transporten skedde via ett mykorrhizanätverk. Botanisten E. I. Newmans artikel Mycorrhizal Links Between Plants (1988) drog samma slutsats. Inspirerad av Reads forskning, gjorde den kanadensiska doktoranden Suzanne Simard och hennes handledare Melanie Jones liknande försök och kom till samma resultat. Vid publiceringen av deras artikel 1997 i tidskriften Nature hade redaktionen kallat upptäckten ”Wood Wide Web”, en benämning som senare ofta kommit att användas för mykorrhizanätverk. Artikeln åtföljdes av en mycket positiv kommentar från David Read.

## Suzanne Simard

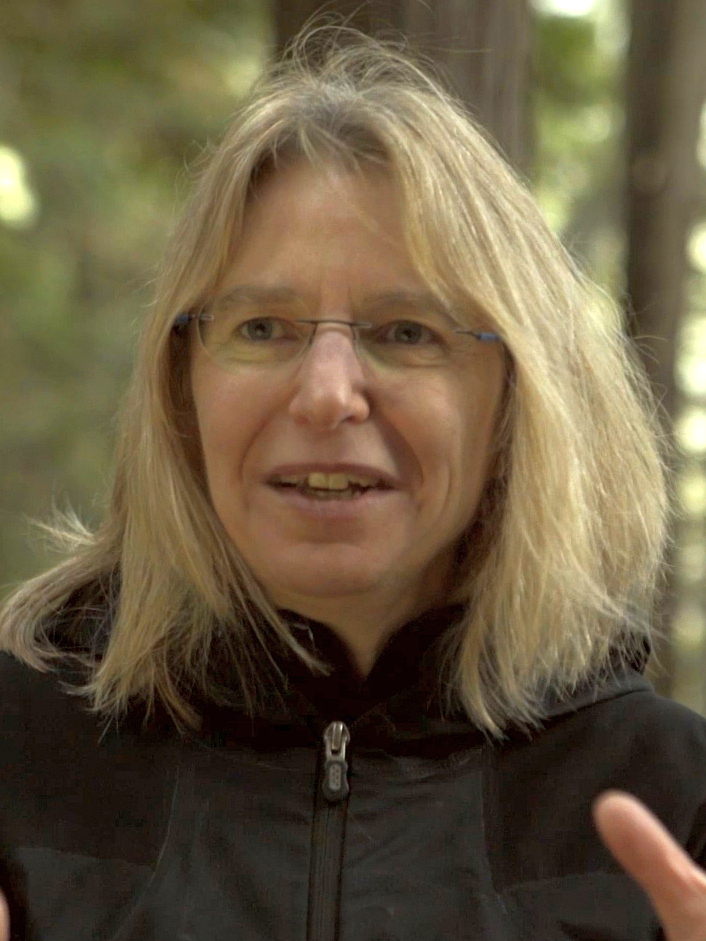
Suzanne Simard (2018)

Simard har som forskare och senare professor i skogsekologi vid University of British Columbia fortsatt att forska i ämnet. Hon har publicerat många artiklar i vetenskapliga tidskrifter och också framträtt i mer populära sammanhang. Simards tes är att träd samarbetar genom att skicka näring och information till varandra via svampmycel. Vatten, socker, kväve och fosfor flödar från de äldre träden till de små plantorna via mykorrhizan. Hon har funnit att björkar kan skicka näring till barrträd på våren och på hösten sker det omvända. Äldre träd, moderträd kallar hon dem, fungerar som noder i nätverket och hjälper yngre träd. Moderträden känner igen sin egen avkomma och favoriserar den. Ett träd som attackerats av skadeinsekter, kan via mykorrhizanätverk skicka skicka varningssignaler till andra träd så att dessa kan förstärka sitt kemiska försvar. Generellt vill Simard tona ner den traditionella synen på växtindivider som varandras konkurrenter och betonar istället deras samarbete.
Suzanne Simard har inte varit ensam om att forska kring mykorrhizanätverk, men det är främst hennes syn på trädens samarbete med hjälp av ett ”Wood Wide Web” under marken, som nått en bred allmänhet i många länder. I Kanada lärs teorin ut som fakta till eleverna i grundskolan. Simards självbiografi Finding the Mother Tree (2021, på svenska Allt jag lärt mig av träden 2022) och inte minst den tyske skogsdebattören Peter Wohllebens bok Das geheime Leben der Bäume (2015) har fått många läsare (på svenska som Trädens hemliga liv 2016). Wohlleben delar i mycket Simards syn. 2016 höll Simard en TED-föreläsning som 2024 hade visats 5,6 miljoner gånger. James Camerons film Avatar (2009) var inspirerad av Simards tankar om moderträd. I den amerikanske författaren Richard Powers roman The Overstory (2018, Pulitzerpriset 2019) har romangestalten ”Patricia Westerford” haft Simard som förebild.

## Kritik
Suzanne Simard är inte oemotsagd. Kritiker menar att flera viktiga påståenden har svagt vetenskapligt stöd. Ett exempel: att kolföreningar förflyttas från ett träd till ett annat, behöver inte bero på att de transporteras av mykorrhizanät. Rötter utsöndrar också näringsämnen direkt i jorden, ämnen som sedan kan tas upp av andra rötter utan hjälp av mykorrhizanät. Man har också invänt mot att Simard (och Wohlleben) tillskriver träd mänskliga egenskaper som empati och visdom.
Simards tidigare handledare Melanie Jones och två andra forskare, Justine Karst och Jason D. Hoeksema, har försökt göra en genomgång av samtliga vetenskapliga artiklar om kommunicerande svampnätverk, 1676 artiklar. Deras resultat publicerades i tidskriften Nature Ecology & Evolution 2023. De såg att nya artiklar ofta stödde sig på tidigare artiklar, som i sin tur stödde sig på tidigare artiklar osv. Där ursprungsartikeln uttryckt sig försiktigt, ”det kan finnas kommunicerande svampnätverk”, blir senare artiklar allt säkrare på att nätverkens existens är bevisad. Det blir allt vanligare med missvisande eller felaktiga citeringar. Jones m.fl. påvisar också konfirmeringsbias, att artiklar som stödjer tesen föredras framför sådana som talar emot. Även grundpåståendena var ofta tveksamma. Data talade ibland snarast emot slutsatserna. En annan kritik är att man har forskat på bara ett par av världens mer än 70 000 trädarter. Sammantaget menar Jones, Karst och Hoeksema att det inte finns tydliga bevis för att det existerar något sammanhängande mykorrhizanätverk, och inte heller för ”moderträd”.
De svenska biologerna Hanna Johannesson, Anders Dahlberg och Nils Henriksson är också mycket kritiska. Johannesson säger att Simards påståenden strider mot etablerad forskning utan att Simard presenterar några starka belägg. Dahlberg menar att det under marken inte finns ett mycelnätverk utan många åtskilda sådana. En gammal gran kan ha kontakt med hundratals konkurrerande mycel. Henriksson påpekar att forskning i Sverige visar att visar att plantor växer sämre nära stora träd, alltså i strid mot teorin om moderträd.